# 16β-羟基雌酮
16β-羟基雌酮（英語：16β-Hydroxyestrone，缩写16β-OH-E1，化学名雌甾-1,3,5(10)-三烯-3,16β-二醇-17-酮，estra-1,3,5(10)-triene-3,16β-diol-17-one），分子式C18H22O3，是一种内源性的雌激素，既是雌酮的主要代谢产物，也是表雌三醇（16β-羟基雌二醇）的代謝中間產物。